# Aaron Judge
Aaron James Judge (* 26. dubna 1992) je americký profesionální baseballový hráč hrající Major League Baseball (MLB) za New York Yankees. Na vysoké škole hrál Judge baseball za Fresno State.

## Profesionální kariéra

### Rekordy týmu New York Yankees
- Nejvíce homerunů v jedné sezóně na domácím hřišti: 33 (Babe Ruth držel rekord s 32).
- Nejvíce homerunů za sezónu nováčkem: 52 (Joe DiMaggio držel rekord s 29)[1]
- Pátý Yankee, který má 50 homerunů v jedné sezóně. Tím se řadí mezi další hvězdy Yankees, jako byli Babe Ruth (54 v roce 1920, 59 v roce 1921, 60 v roce 1927, 54 v roce 1928), Mickey Mantle (52 v roce 1956, 54 v roce 1961), Roger Maris (61 v roce 1961) a Alex Rodriguez (54 v roce 2007).
- První Yankee s nejméně 110 metami zdarma a 110 doběhů skóroval od Mickey Mantle v roce 1961 (126 met zdarma, 131 doběhů).[2]
- Druhý hráč v historii Yankees, který odpálil na home run v každém z jeho prvních dvou zápasů. (Joe Lefebvre byl první Yankee, který tak učinil v roce 1980).[3]
- Drží rekord Yankees za nejvíce strikeoutů za sezónu - 205 (tím překonal Curtise Granderse a jeho výkon 195)[4]
- 33 homerunů v 36 zápasech na Stadionu Yankees v jediné sezóně. (Zlomil zápis Babe Rutha z roku 1921).[5]
- První pravák pálkař v historii Yankees s alespoň 100 RBI, 100 doběhů a 100 získaných met; vše navíc v jediné sezóně.
- Osmý hráč v historii Yankees s alespoň 100 doběhy, 100 RBI a 100 získanými metami v sezóně.[6]
- Čtvrtý nováček v historii klubu se 100 RBI v sezóně (tím se přidal k dalším legendám: Joe DiMaggio, Tony Lazzeri a Hideki Matsui).[7]
- Třetí nováček v historii Yankees, který zaznamenal hit homerun v playoff debut po Elston Howardovi (1955) a Shane Spencer (1998).